# Mistrzostwa Świata w Hokeju na Lodzie 1931
Mistrzostwa świata w hokeju na lodzie mężczyzn 1931 – 5. edycja mistrzostw świata, będąca zarazem 16. edycją mistrzostw Europy. Obydwie imprezy po raz pierwszy zostały zorganizowane w Polsce. Turniej odbył się w dniach 1–8 lutego 1931, a miastem-gospodarzem była Krynica (obecnie Krynica-Zdrój), której LIGH przyznała organizację turnieju w styczniu 1930 na Kongresie w Chamonix.
Dzięki akcjom propagandowym (sportowym oraz dyplomatycznym), mistrzostwa w Krynicy do chwili obecnej są uważane za jedne z najlepszych w historii hokeja na lodzie. W turnieju wzięły udział reprezentacje wszystkich ówcześnie liczących się państw świata w tej dyscyplinie sportu.
Wszystkie spotkania rozegrano na krynickim Pierwszym lodowisku z trybunami, z których część (dla 1000 osób) posiadała zadaszenie i centralne ogrzewanie. Obok znajdowało się lodowisko treningowe, wyposażone w kabiny służące do przebierania się zawodników (każdy z nich miał swój boks oznaczony tabliczką z nazwiskiem).

## Formuła
Pierwszego dnia mistrzostw odbyły się dwa mecze pierwszej rundy oraz jeden mecz drugiej rundy mistrzostw. Zwycięzcy tych oraz pozostałych pojedynków drugiej i trzeciej rundy awansowali do rundy finałowej, a przegrani do rundy pocieszenia.
Turniej wygrała reprezentacja Kanady, która była reprezentowana przez zawodników uniwersyteckiej drużyny University of Manitoba Grads oraz która wygrała turniej piąty raz z rzędu. Srebrny medal wywalczyła reprezentacja Stanów Zjednoczonych, a brązowy medal wywalczyła reprezentacja Austrii, która wywalczyła złoty medal mistrzostw Europy, srebrny medal w tej randze wywalczyła reprezentacja Polski, która była gospodarzem turnieju, a brązowy medal reprezentacja Czechosłowacji.

## Pierwsza runda
Runda została rozegrana 1 lutego 1931. Zwycięzcy meczów awansowali do drugiej rundy, a przegrani do rundy pocieszenia.
| 1 lutego 1931 | Czechosłowacja | 4:1 | Węgry | Pierwsze lodowisko, Krynica |

| Godzina: 20:30 | Dorasil 3. Tožička 14. Dorasil 30. Hromádka 44. | (2:0, 1:1, 1:0) | 24. Miklós | Sędzia główny: André Poplimont |

| 1 lutego 1931 | Austria | 1:0 pd. | Wielka Brytania | Pierwsze lodowisko, Krynica |

| Godzina: 18:30 | Brück | (0:0, 0:0, 0:0, 0:0, 1:0) |  | Sędzia główny: Paul Loicq |

## Druga runda
Runda została rozegrana 1 i 2 lutego 1931. Zwycięzcy meczów awansowali do rundy finałowej, a przegrani do rundy pocieszenia.
| 2 lutego 1931 | Kanada | 9:0 | Francja | Pierwsze lodowisko, Krynica |

| Godzina: 11:00 | McCallum 5. Morris 16. Watson 16. McCallum 21. McKenzie 25. McKenzie 32. Watson 33. Watson 41. Morris 44. | (1:0, 4:0, 4:0) |  | Sędzia główny: Decio Trovati |

| 2 lutego 1931 | Czechosłowacja | 4:1 | Polska | Pierwsze lodowisko, Krynica |

| Godzina: 20:30 | Maleček 18. Maleček 22. Maleček 26. Tožička 37. | (0:0, 3:0, 1:1) | 43. Tupalski | Sędzia główny: Paul Loicq |

| 3 lutego 1931 | Szwecja | 3:1 | Austria | Pierwsze lodowisko, Krynica |

| Godzina: 18:30 | Linde 16. Linde 22. Lindgren 45. | (0:1, 2:0, 1:0) | 14. Tatzer | Sędzia główny: Tadeusz Sachs |

| 2 lutego 1931 | Stany Zjednoczone | 15:0 | Rumunia | Pierwsze lodowisko, Krynica |

| Godzina: 11:30 | Anderson 3 Smith 3 Sanford 2 Ramsey 2 Dagnioni 2 Thayer Shelfer Elliott | (7:0, 5:0, 3:0) |  |  |

## Trzecia runda
Runda została rozegrana 3 lutego 1931. Zwycięzcy meczów awansowali do rundy finałowej, a przegrani do rundy pocieszenia.
| 3 lutego 1931 | Polska | 2:1 pd. | Francja | Pierwsze lodowisko, Krynica |

| Godzina: 20:30 | Kowalski 10. Tupalski (Sokołowski) 62. | (1:0, 0:0, 0:1, 1:0) | 37. Delesalle | Sędzia główny: John Magwood |

| 3 lutego 1931 | Austria | 7:0 | Rumunia | Pierwsze lodowisko, Krynica |

| Godzina: 18:30 | Tatzer 2 Demmer Brück 2 Kirchberger Göbel | (4:0, 0:0, 3:0) |  | Sędzia główny: Andrzej Osiecimski-Czapski |

## Runda finałowa
Runda została rozegrana systemem kołowym i trwała od 4 do 8 lutego 1931.
| Lp. | Drużyna           | M | Mecze | Mecze | Mecze | Bramki | Bramki | Bramki | Pkt |
| Lp. | Drużyna           | M | W     | R     | P     | +      | -      | +/-    | Pkt |
| --- | ----------------- | - | ----- | ----- | ----- | ------ | ------ | ------ | --- |
| 1.  | Kanada            | 5 | 4     | 1     | 0     | 15     | 0      | +15    | 9   |
| 2.  | Stany Zjednoczone | 5 | 4     | 0     | 1     | 7      | 3      | +4     | 8   |
| 3.  | Austria           | 5 | 2     | 0     | 3     | 5      | 13     | −8     | 4   |
| 4.  | Polska            | 5 | 1     | 1     | 3     | 3      | 6      | −3     | 3   |
| 5.  | Czechosłowacja    | 5 | 1     | 1     | 3     | 2      | 5      | −3     | 3   |
| 6.  | Szwecja           | 5 | 1     | 1     | 3     | 1      | 6      | −5     | 3   |

Wyniki
| 4 lutego 1931 | Stany Zjednoczone | 2:1 | Rumunia | Pierwsze lodowisko, Krynica |

| Godzina: 10:00 | Shelfer 6. Elliott 15. | (1:0, 1:1, 0:0) | 31. Tatzer | Sędzia główny: Andrzej Osiecimski-Czapski |

| 4 lutego 1931 | Kanada | 2:0 | Czechosłowacja | Pierwsze lodowisko, Krynica |

| Godzina: 11:30 | Watson (McKenzie) 4. McVey 45. | (1:0, 0:0, 1:0) |  | Sędzia główny: André Poplimont |

| 4 lutego 1931 | Polska | 2:0 | Szwecja | Pierwsze lodowisko, Krynica |

| Godzina: 20:30 | Krygier 2 | (1:0, 0:0, 1:0) |  | Sędzia główny: André Poplimont |

| 5 lutego 1931 | Czechosłowacja | 2:1 | Austria | Pierwsze lodowisko, Krynica |

| Godzina: 20:30 | Maleček 1. Hromádka (Maleček) 3. | (2:0, 0:0, 0:1) | 34. Demmer (Kirchberger) | Sędzia główny: John Magwood |

| 5 lutego 1931 | Stany Zjednoczone | 3:0 | Szwecja | Pierwsze lodowisko, Krynica |

| Godzina: 11:30 | Smith 1:0 Ramsey 2:0 Ramsey 3:0 | (3:0, 0:0, 0:0) |  | Sędzia główny: Paul Loicq |

| 5 lutego 1931 | Polska | 0:3 | Kanada | Pierwsze lodowisko, Krynica |

| Godzina: 9:00 |  | (0:3, 0:0, 0:0) | 11. Hill 13. Morris 14. Williamson | Sędzia główny: Jaroslav Řezáč |

| 6 lutego 1931 | Stany Zjednoczone | 1:0 | Czechosłowacja | Pierwsze lodowisko, Krynica |

| Godzina: 9:30 | Smith 16. | (0:0, 1:0, 0:0) |  | Sędzia główny: Decio Trovatti |

| 6 lutego 1931 | Szwecja | 0:0 | Kanada | Pierwsze lodowisko, Krynica |

| Godzina: 21:30 |  | (0:0, 0:0, 0:0) |  | Sędzia główny: André Poplimont |

| 6 lutego 1931 | Austria | 2:1 | Polska | Pierwsze lodowisko, Krynica |

| Godzina: 20:00 | Göbel (Lededer) 39. Trauttenberg 41. | (0:0, 0:1, 2:0) | 24. Materski | Sędzia główny: Paul Loicq |

| 7 lutego 1931 | Szwecja | 1:0 | Czechosłowacja | Pierwsze lodowisko, Krynica |

| Godzina: 14:30 | Linde 41. | (0:0, 0:0, 1:0) |  | Sędzia główny: André Poplimont |

| 7 lutego 1931 | Kanada | 8:0 | Austria | Pierwsze lodowisko, Krynica |

| Godzina: 10:00 | Watson 16. Watson 19. Morris 20. Pidcock 21. Watson 27. Morris 28. Morris 29. Hill 36. | (0:0, 7:0, 1:0) |  | Sędzia główny: Decio Trovati |

| 7 lutego 1931 | Stany Zjednoczone | 1:0 | Polska | Pierwsze lodowisko, Krynica |

| Godzina: 11:30 | Ramsey 23. | (0:0, 1:0, 0:0) |  | Sędzia główny: Sándor Minder |

| 8 lutego 1931 | Austria | 1:0 | Szwecja | Pierwsze lodowisko, Krynica |

| Godzina: 10:00 | Lederer 20. | (0:0, 1:0, 0:0) |  | Sędzia główny: André Poplimont |

| 8 lutego 1931 | Polska | 0:0 | Czechosłowacja | Pierwsze lodowisko, Krynica |

| Godzina: 11:30 |  | (0:0, 0:0, 0:0) |  | Sędzia główny: André Poplimont |

| 8 lutego 1931 | Kanada | 2:0 | Stany Zjednoczone | Pierwsze lodowisko, Krynica |

| Godzina: 18:00 | Watson 8. Morris 32. | (1:0, 0:0, 1:0) |  | Sędzia główny: Paul Loicq |

## Runda pocieszenia
Runda została rozegrana systemem kołowym i trwała od 4 do 7 lutego 1931.
| Lp. | Drużyna         | M | Mecze | Mecze | Mecze | Bramki | Bramki | Bramki | Pkt |
| Lp. | Drużyna         | M | W     | R     | P     | +      | -      | +/-    | Pkt |
| --- | --------------- | - | ----- | ----- | ----- | ------ | ------ | ------ | --- |
| 7.  | Węgry           | 3 | 3     | 0     | 0     | 13     | 2      | +11    | 6   |
| 8.  | Wielka Brytania | 3 | 2     | 0     | 1     | 14     | 4      | +10    | 4   |
| 9.  | Francja         | 3 | 1     | 0     | 2     | 8      | 4      | +4     | 2   |
| 10. | Rumunia         | 3 | 0     | 0     | 3     | 2      | 27     | −25    | 0   |

Wyniki
| 4 lutego 1931 | Węgry | 3:1 | Wielka Brytania | Pierwsze lodowisko, Krynica |

| Godzina: 11:30 | Minder 1:1 Minder 2:1 Wiener 3:1 | (2:1, 1:0, 0:0) | 0:1 Magwood | Sędzia główny: Lucjan Kulej |

| 4 lutego 1931 | Francja | 7:1 | Rumunia | Pierwsze lodowisko, Krynica |

| Godzina: 14:30 | Quaglia 1:0 Quaglia 2:0 Quaglia 3:0 Quaglia 4:0 Mollard 5:0 Quaglia 6:1 Muntz 7:1 | (3:0, 2:0, 2:1) | 5:1 Botez | Sędzia główny: Jaroslav Řezáč |

| 5 lutego 1931 | Węgry | 3:1 | Rumunia | Pierwsze lodowisko, Krynica |

| Godzina: 10:30 | Wiener 3 Miklós Jeney 2 Bethlen Minder Blazejovsky | (4:0, 3:0, 2:1) | Botez |  |

| 5 lutego 1931 | Wielka Brytania | 2:1 | Francja | Pierwsze lodowisko, Krynica |

| Godzina: 14:30 | Carr-Harris Magwood | (0:0, 1:1, 1:0) | Couvert |  |

| 6 lutego 1931 | Wielka Brytania | 11:0 | Rumunia | Pierwsze lodowisko, Krynica |

| Godzina: 9:00 | Magwood 3 Carr-Harris 3 Melland 3 Erhardt 2 | (3:0, 3:0, 5:0) |  |  |

| 7 lutego 1931 | Węgry | 1:0 | Francja | Pierwsze lodowisko, Krynica |

| Godzina: 18:00 | Minder | (1:0, 0:0, 0:0) |  |  |

## Klasyfikacja końcowa
| Lp. | Reprezentacja     |
| --- | ----------------- |
|     | Kanada            |
|     | Stany Zjednoczone |
|     | Austria           |
| 4   | Polska            |
| 5   | Czechosłowacja    |
| 6   | Szwecja           |
| 7   | Węgry             |
| 8   | Wielka Brytania   |
| 9   | Francja           |
| 10  | Rumunia           |

## Klasyfikacja Mistrzostw Europy
| Lp. | Reprezentacja   |
| --- | --------------- |
|     | Austria         |
|     | Polska          |
|     | Czechosłowacja  |
| 4   | Szwecja         |
| 5   | Francja         |
| 5   | Rumunia         |
| 7   | Wielka Brytania |
| 7   | Węgry           |